# واوکینس، مرن
واوکینس، مرن (به فرانسوی: Vauciennes, Marne) یک کامین در فرانسه است که در Canton of Épernay-2 واقع شده‌است.

## خصوصیات
واوکینس ۵٫۰۸ کیلومترمربع مساحت و ۳۳۹ نفر جمعیت دارد و ۲۰۰ متر بالاتر از سطح دریا واقع شده‌است.